# Gare d’Aytré-Plage
Gare d'Aytré-Plage – stacja kolejowa w Aytré, w departamencie Charente-Maritime, w regionie Nowa Akwitania, we Francji.
Jest stacją Société nationale des chemins de fer français (SNCF), obsługiwaną przez pociągi TER Poitou-Charentes.